# Davide Lo Surdo
Davide Lo Surdo (Rome, 24 juli 1999) is een Italiaanse gitarist.
Rolling Stone Brasil beschreef hem als de snelste gitarist in de geschiedenis.

## Carrière
In 2021 nam Lo Surdo deel aan de tiende editie van het evenement “Rolling Stone Music & Run” in Brazilië.
In mei 2024 gaf Lo Surdo een optreden met het Nationaal Symfonieorkest in het Nationaal Theater van Cuba, waar een van de twee gitaren die hij tijdens zijn tournee door het land bespeelde, wordt tentoongesteld in het Nationaal Muziekmuseum in Havana.
De “DLS1”-gitaar van Lo Surdo is van 24 augustus 2024 tot mei 2025 te zien in het Sigal Music Museum als onderdeel van de expositie “A Measure of Music: S.T.E.A.M. and the Musical Mind”.
Lo Surdo werd in Denemarken geëerd met een bronzen standbeeld en wordt ook genoemd in het muziekhistorische boek Rock Memories 2.

## Discografie
- 2022: Resilience
- 2022: Full Emersion
- 2024: Shine to Illuminate
- 2025: 27